# Campagne pour la légalité

João Goulart, président du Brésil du 7 septembre 1961 au 1er avril 1964.

La Campagne pour la légalité au Brésil est le nom d’une forte mobilisation populaire qui commence le 25 août 1961 pour empêcher un coup d’État militaire, lors de la renonciation à la présidence de la République de Jânio Quadros. 

## Déroulement des faits
D’après la Constitution, en cas de vacance de la présidence de la République, c’est au vice-président, en l’occurrence João Goulart, qui se trouve alors en visite officielle en Chine, d’assumer la fonction. C’est cependant sans compter avec l’opposition des trois ministres militaires, Odilio Denys pour l’Armée de Terre, Silvio Heck pour la Marine et Gabriel Grün Moss pour l’Armée de l’air. Dans un communiqué commun, ils s’opposent à la prise de fonction de João Goulart, surnommé Jango, en raison de ses liens avec les agitations et les mouvements de grève dans le pays depuis la décade de 1950. A sa place, ils investissent Ranieri Mazzilli, président de la Chambre des députés, qui assume donc la présidence du Brésil pendant 13 jours, durée de la crise.
Leonel Brizola, gouverneur de l’État du Rio Grande do Sul et beau-frère de João Goulart, lance un appel à la résistance et à une Campagne pour le respect de la légalité. Il reçoit l’appui du général José Machado Lopes (pt), chef de la IIIe Armée, et des gouverneurs Mauro Borges Teixeira (pt) de l’État de Goiás et de Ney Braga de l’État du Paraná,.
Pour éviter la guerre civile, un compromis est trouvé entre les parlementaires et la junte militaire : l’institution d’un régime parlementaire et le transfert de l’essentiel du pouvoir à un premier ministre. Le 7 septembre 1961, João Goulart peut donc devenir président de la République avec Tancredo Neves comme premier-ministre.